# کمپ بوکا
کمپ بوکا (به انگلیسی: Camp Bucca) یک شاخه نظامی متعلق به ایالات متحده آمریکا در نزدیکی بندر ام‌القصر در کشور عراق و در نزدیکی مرز کویت است.

## تاریخچه
این کمپ در سال ۲۰۰۳ در نزدیکی بندر ام‌القصر توسط آمریکا ساخته شد. این کمپ به نام مارشال رونالد بوکا که ادعا می‌شود در حادثه ۱۱ سپتامبر کشته شده‌است، نامگذاری گردیده‌است.
در سال‌های اول تأسیس این زندان، فقط چادرها و خیمه‌ها بودند که زندانیان را در آن صحرای داغ و بی آب و علف در خود جای می‌دادند. در فوریه ۲۰۰۴ ساخت زندان که متشکل از اتاق‌های چوبی از پیش ساخته بود، آغاز شد.

## فرار از زندان
در ژانویه ۲۰۰۶ سه زندانی موفق به فرار از بوکا شدند.
زندانیان این کمپ بدون محاکمه و از کشورهای زیاد مانند ترکیه، مصر، لتونی، هند، عربستان، فلسطین، لبنان، اردن، سودان، یمن، سومالی، مالزی، ایران و سوریه هستند.
ابوبکر البغدادی و شاکر وهیت الفهداوی در این زندان بودند.
از این کمپ به عنوان مکانی برای پرورش و شکل‌گیری داعش یاد شده‌است.

## انتقال بازداشت شدگان ابوغریب
بعد از ماجرای رسوایی شکنجه و آزار زندانیان ابوغریب بسیاری از افراد بازداشت شده به این زندان منتقل شدند.